# Villa Alhyddan
Villa Alhyddan är en villa vid Alnäsvägen 9 i Stocksundstorp, i stadsdelen Bergshamra i Solna kommun. Huset ligger vid Stocksundet och uppfördes vid sekelskiftet 1800/1900. 

## Kvarteret Alnäs
År 1889 friköptes Stocksundstorps gård av storbyggmästaren Andreas Gustaf Sällström, som avstyckade tre tomter (nuvarande kvarteret Alnäs) belägna vid gamla landsvägen mot Roslagen och nära Stocksundsbron. Tomterna bebyggdes omkring 1892 med tre större villor. Av dessa är två bevarade (Villa Borganäs och Villa Alnäs) vid dagens Alnäsvägen 5 respektive 7. Enligt Solna kommun bildar kvarteret Alnäs en "sammanhängande och tät liten 1890-talsmiljö". Bebyggelsen är "välbevarad och ursprunglig och dokumenterar på ett åskådligt sätt det sena 1800-talets byggnadskultur och bostadsskick". Kvarteret Alnäs representerar ett omistligt kulturhistoriskt värde.

## Villa Alhyddan
Villa Alhyddan (kv Alnäs 3) är en mindre trävilla uppförd vid sekelskiftet 1800/1900. Den ägs av kommunen och har renoverats på ett okänsligt sätt under 1970-talet, och anses därför inte hålla ett lika kulturhistoriskt värde som de andra två villorna i kvarteret Alnäs. Till fastigheten hör en "lillstuga" från samma tid, som ligger nedåt viken. Denna är ursprunglig till sin karaktär och har bred liggande fasspontpanel som målats med falu rödfärg.